# Philippe Caffieri
Philippe Caffieri (1714-1774) fue un broncista francés.
Desde el taller de su padre Jacques Caffieri y después sólo desde 1755, realizó numerosos bronces que adornan el mobiliario de estilo neoclásico que fue poniéndose de moda a lo largo de la vida del escultor. Realizó igualmente piezas (hoy desaparecidas) para los altares de la Catedral de Notre Dame de París y para la Catedral de Bayeux.
Como su padre, recibió grandes sumas de dinero de la corona, por lo general después de dar muchos años de crédito, mientras que muchos otros años necesitaba contraer deudas a pagar con el saldo de la deuda real.
Su abuelo Philippe, de origen italiano, instituyó la familia de artistas, dedicándose sobre todo a la ornamentación de barcos.
Su hermano Jean Jacques Caffieri fue también escultor al servicio del rey Luis XV.